# Ophioparma lapponica
Ophioparma lapponica är en lavart som först beskrevs av Veli Johannes Paavo Bartholomeus Räsänen och som fick sitt nu gällande namn av Joseph Hafellner och Roderick Westgarth Rogers. 
Ophioparma lapponica ingår i släktet Ophioparma och familjen Ophioparmaceae. Arten är reproducerande i Sverige.